# Malvasia delle Lipari

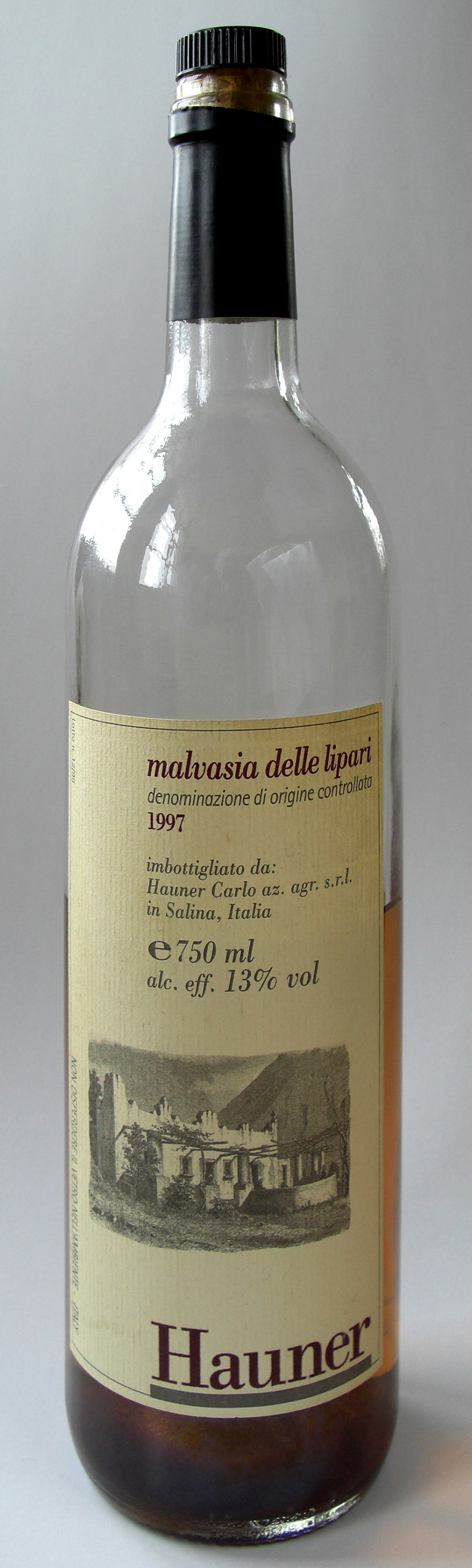
Eine Flasche Malvasia delle Lipari

Malvasia delle Lipari ist ein italienischer süßer Weißwein, der auf den Liparischen Inseln ausgebaut wird.

## Anbau
Das Hauptanbaugebiet liegt in der Gemeinde Malfa auf der Insel Salina; der Anbau und die Vinifikation sind auf dem gesamten Archipel der Liparischen Inseln zugelassen.

## Erzeugung
Der Wein wird aus höchstens 95 % Malvasia di Lipari und 5–8 % Korinthiaki (lokal „Corinto nero“ genannt) hergestellt. Die sehr reifen Beeren werden geerntet und auf Stroh- beziehungsweise Bambusmatten 10–15 Tage getrocknet. Danach werden die Trauben gepresst und in Gebinden (meist Edelstahltanks) von maximal 1000 l Größe vergoren. Dort reift der Wein mindestens ein Jahr. Der Wein kann beim Käufer ca. 4–7 Jahre lagern.

## Beschreibung
Der Malvasia wird in 2 Versionen angeboten:

### Malvasia delle Lipari
- Farbe: goldgelb bis bernsteinfarben
- Geruch: aromatisch, charakteristisch
- Geschmack: süß-aromatisch
- Alkoholgehalt: mindestens 11,5 Vol.-%, mit einem Rest von mindestens 8,0 % potentiellem Alkoholgehalt
- Säuregehalt: mind. 4,0 g/l
- Trockenextrakt: mind. 19,0 g/l

### Malvasia delle Lipari tipo passito
Beim Passito werden die Trauben länger getrocknet, bis sie ähnlich einer Rosine sind. Der Wein ist voller als der normale Süßwein und kann ca. 5–10 Jahre gelagert werden. Der Passito gehört zu den großen Dessertweinen Italiens.
Er muss mindestens 18 Vol.-% Alkoholgehalt besitzen sowie einen Gesamtzuckergehalt von mindestens 6 %.